# Sacrificio di Noè
Il Sacrificio di Noè è un affresco (170x260 cm) di Michelangelo Buonarroti, databile al 1508-1510 circa e facente parte della decorazione della volta della Cappella Sistina, nei Musei Vaticani a Roma, commissionata da Giulio II.

## Storia
Nel dipingere la volta, Michelangelo procedette dalle campate vicino alla porta d'ingresso, quella usata durante i solenni ingressi in cappella del pontefice e del suo seguito, fino alla campata sopra l'altare. Gli affreschi vennero eseguiti in due metà, divise all'altezza della transenna nella sua posizione originale, più o meno sopra la Creazione di Eva. Ciò fu necessario poiché il ponteggio copriva solo metà della cappella e dovette essere smontato e rimontato dall'altra parte tra una fase e l'altra. Il Sacrificio di Noè (Genesi 8,15-20) fa quindi parte del primo blocco.
Il Sacrificio venne dipinto in dodici "giornate" di affresco.
Nel 1568 una parte dell'intonaco di questa scena si distaccò, rendendo necessario un reintegro che venne fatto da Domenico Carnevali: si notano infatti le figure a sinistra più scure, testimoniando il processo di annerimento già avviato nella seconda metà del Cinquecento. Nel reintegro l'artista fu abbastanza fedele all'originale, probabilmente perché poté fare dei rilievi prima che i frammenti pericolanti si staccassero o venissero staccati.

## Descrizione e stile

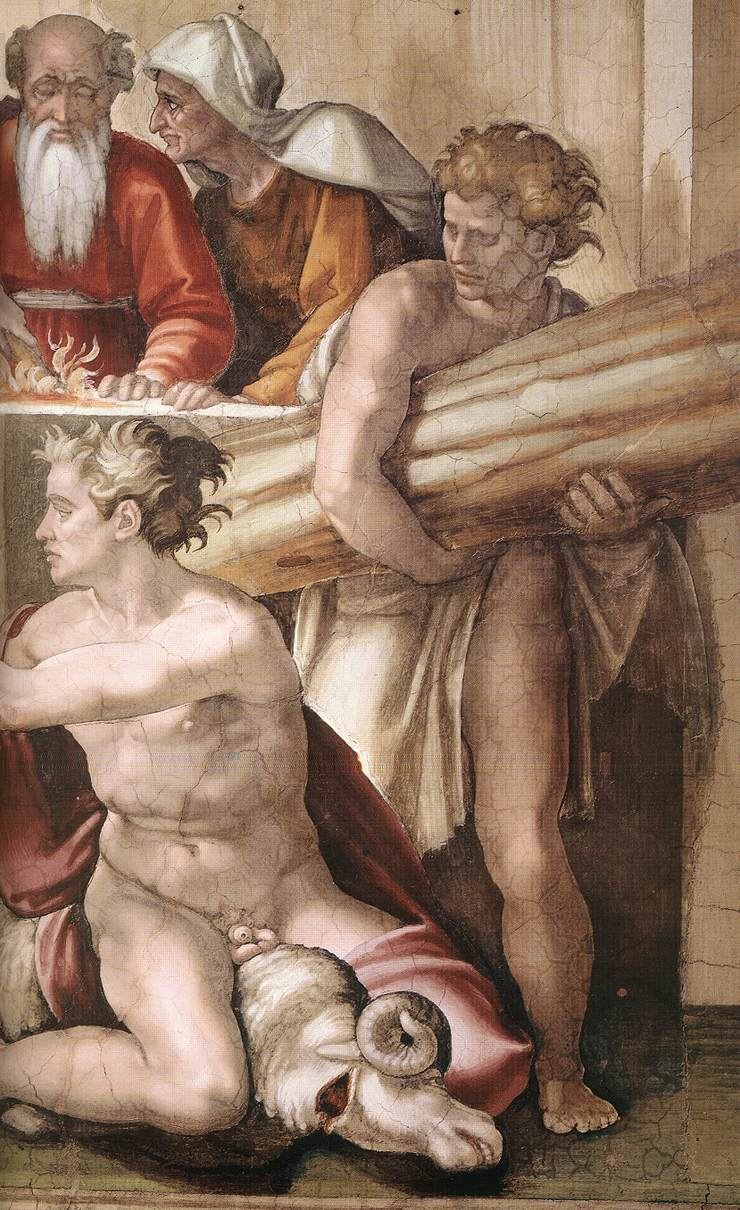
Dettaglio

Il Sacrificio di Noè fa parte delle nove Storie della Genesi, in particolare è la terz'ultima della serie, la prima delle tre Storie di Noè, sebbene esso dovrebbe seguire, e non precedere, la scena successiva del Diluvio Universale. Ciò è forse legato a motivi di lettura simbolica delle scene, ma più probabilmente fu innanzitutto legata al desiderio di riservare al Diluvio uno dei riquadri maggiori. 
Queste scene andavano a comporre un mosaico delle storie dell'umanità "ante legem", prima cioè di Mosè (le cui storie si trovano nei riquadri alle pareti opera di artisti quattrocenteschi). Ciascuna di queste scene della Genesi aveva inoltre una lettura a ritroso legata alla prefigurazione della Settimana Santa, le cui solenni celebrazioni avevano luogo nella cappella e prevedevano una processione che dall'ingresso cerimoniale arrivava all'altare. 
La scena mostra il sacrificio che Noè compì dopo essersi salvato con l'arca dal diluvio, riappacificandosi con Dio: si tratta di un momento fondamentale nelle storie della Salvezza, poiché dai discendenti di Noè verranno le generazioni che condurranno il popolo d'Israele fino alla liberazione dalla schiavitù e alla venuta di Cristo. 
L'affresco, dalla composizione nitida e piuttosto ordinata, riprende lo schema dei rilievi antichi (Suovetaurilia), con il sacrificio al centro verso cui convergono gli inservienti con gli animali al seguito: due arieti, un toro, due cavalli, addirittura un elefante, appena visibili sullo sfondo. Il patriarca indossa la stessa tunica rossa che si vede anche nella scena di fondo dell'Ebbrezza di Noè. A destra si vede l'anziana moglie di profilo, forse opera dei collaboratori, per i contorni più rigidi e un modellato più sommario. Stesso discorso vale per la giovane a sinistra vestita di verde, che sta aiutando ad accendere il fuoco sull'ara con una torcia e si protegge il volto con una mano: si tratta di una citazione di un sarcofago romano con la storia di Melagro. 
In primo piano si vedono un ragazzo che porta una fascina di legna da ardere e un giovane che, seduto nudo su un ariete appena sgozzato, sta prendendo dalle mani di un altro le interiora di un animale per vaticinare. Un altro giovane invece, pure nudo, è di spalle con la testa rivolta all'apertura col fuoco dentro l'altare, per controllarlo come se fosse una fornace e forse soffiarci per aizzarlo.

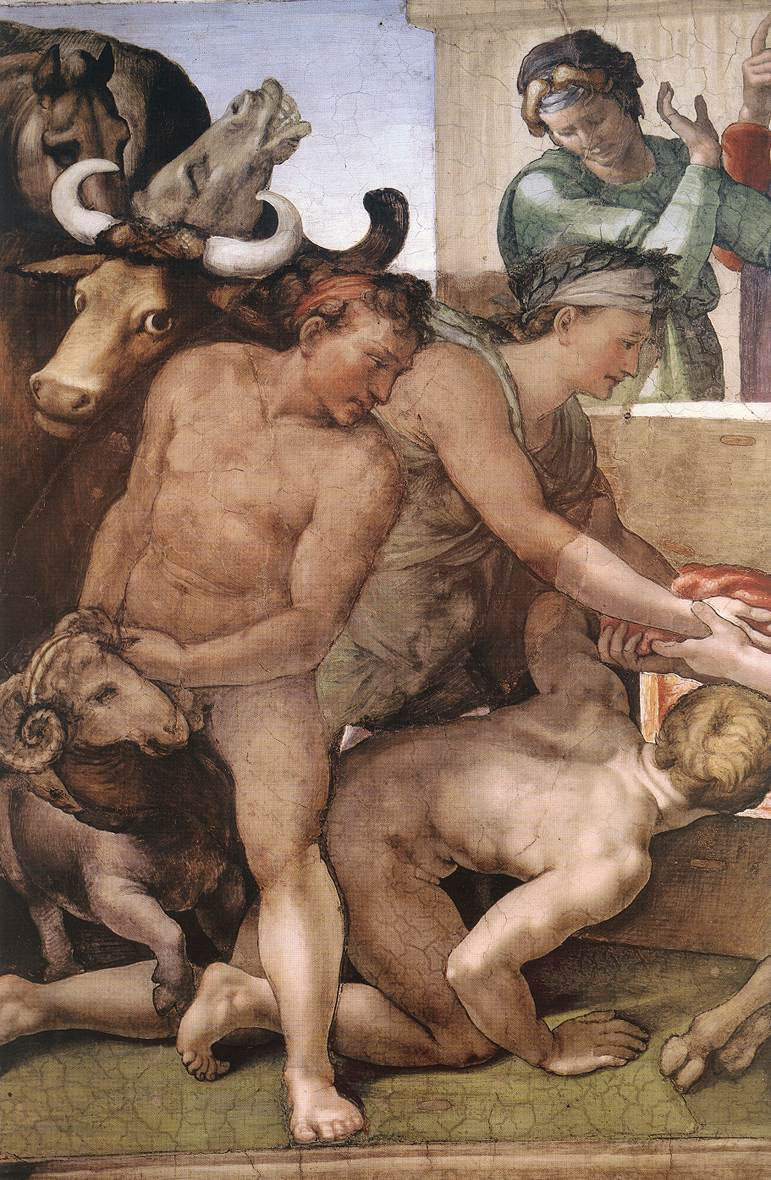
Dettaglio
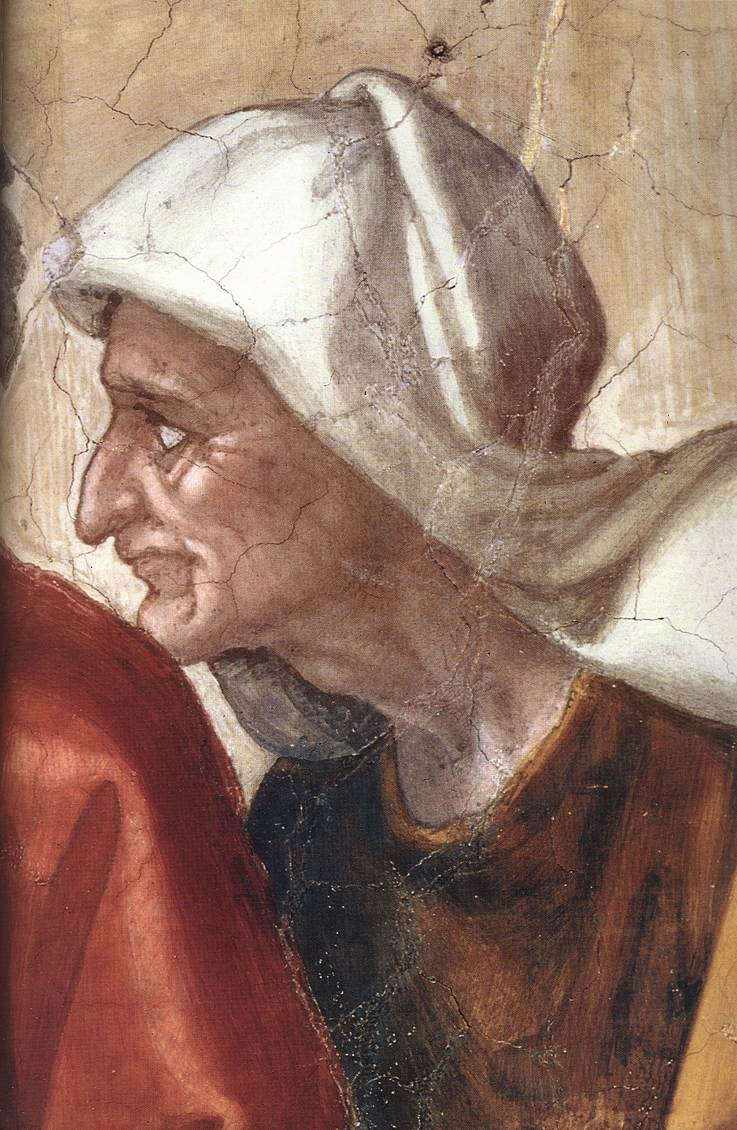
Dettaglio

### Ignudi e medaglioni

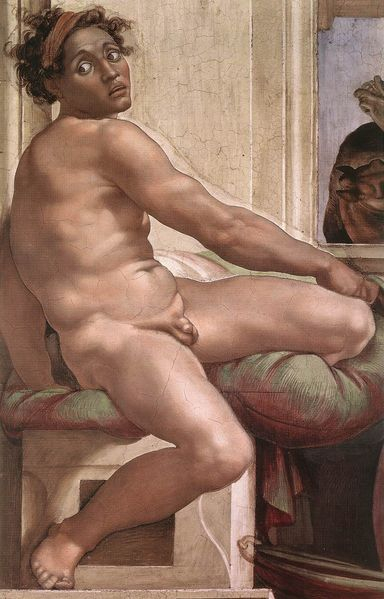
Uno degli Ignudi della terza campata

La scena è inserita in uno dei riquadri minori della volta, incorniciati da paramenti architettonici su cui sono affacciate due coppie di "Ignudi" e due medaglioni. Essi siedono su plinti che, a differenza della cornice superiore dei troni dei Veggenti, non sono scorciati dal basso, assecondando l'andamento curvilineo della volta. 
Gli Ignudi sostengono festoni con foglie di quercia, allusive allo stemma dei Della Rovere, e dei nastri che reggono i medaglioni che simulano l'effetto del bronzo, con un uso dell'ocra e della terra bruciata di Siena come toni medi, il tratteggio nero a tempera per le ombre e l'oro zecchino per le lumeggiature, applicato a secco tramite un mordente a base di resine naturali. Essi rappresentano scene bibliche, in particolare la Distruzione del simulacro del dio Baal e l'Uccisione di Uria (diametro circa 135 cm ciascuno).
Gli Ignudi invece sono forse figure angeliche. In queste due coppie venne usata una maggiore scioltezza rispetto alla prima campata, quella vicino alla porta cerimoniale, con effetti di simmetria meno stringenti: se le gambe sono spesso simmetriche, il busto è ora rivolto frontale ora di schiena, secondo lo schema del "contrapposto", questo si vede bene nella coppia di sinistra, sopra la Sibilla Eritrea, infatti reggono il nastro del medaglione con i due bracci destri, ora in primo piano, ora dietro, mentre l'altra coppia, sopra Isaia è più variata: uno dei giovani distende il braccio in primo piano, l'altro lo piega sopra la testa.

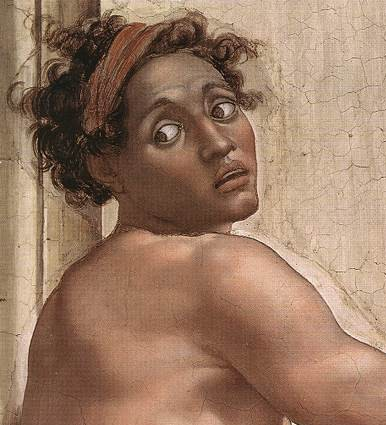
Dettaglio
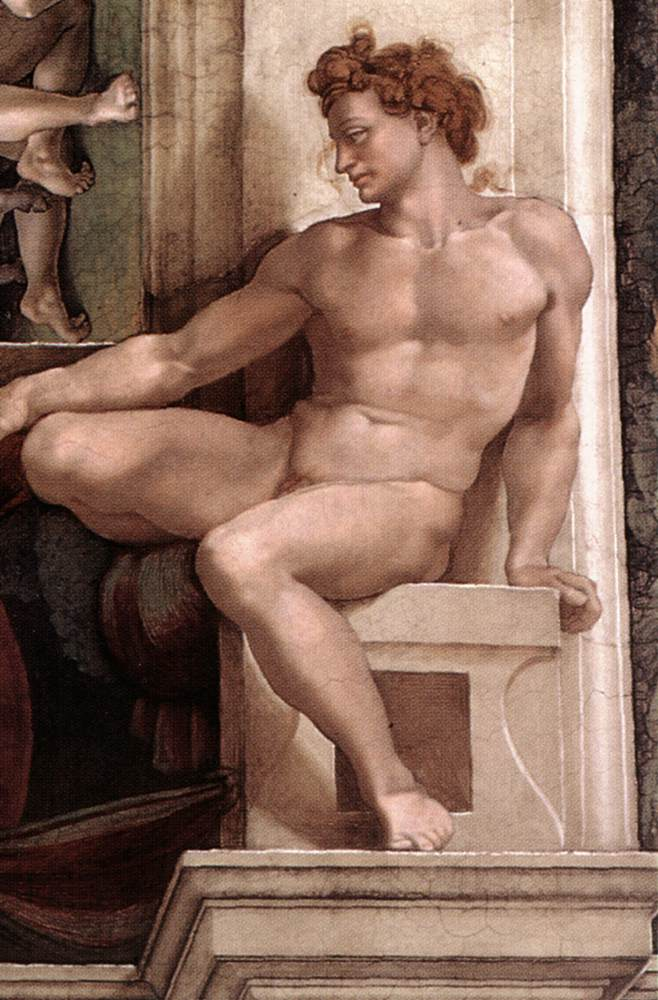
Dettaglio
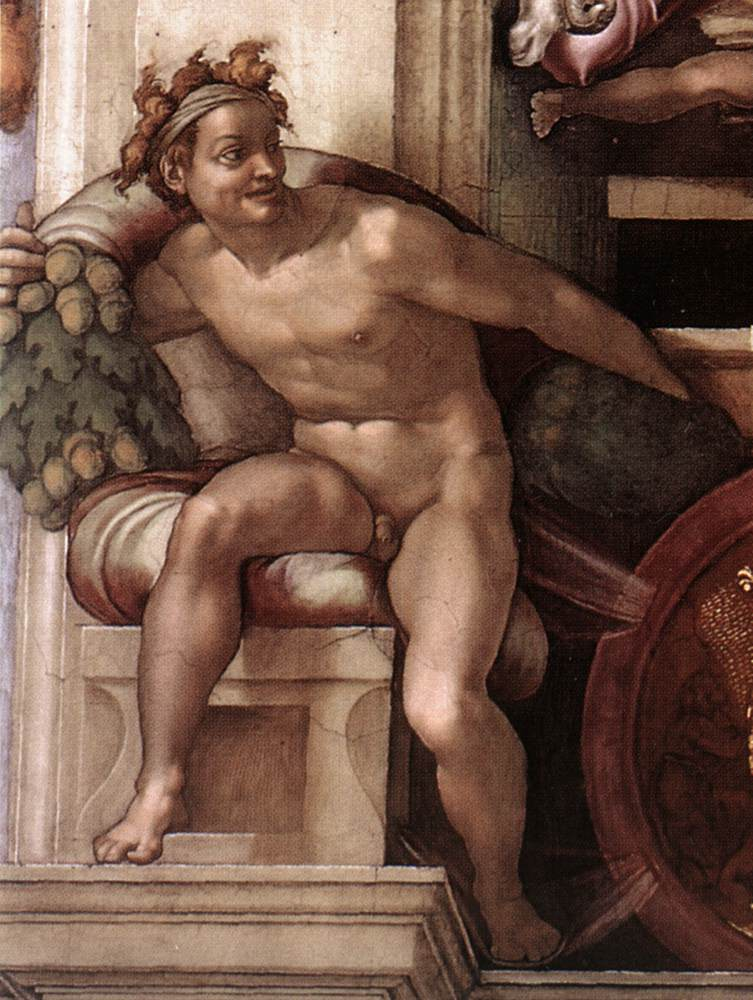
Dettaglio
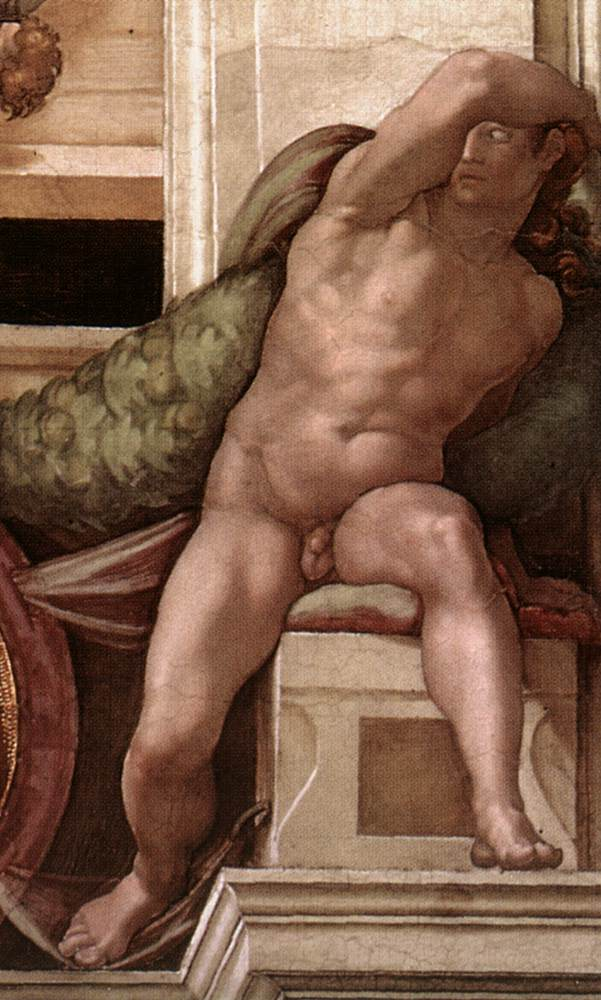
Dettaglio
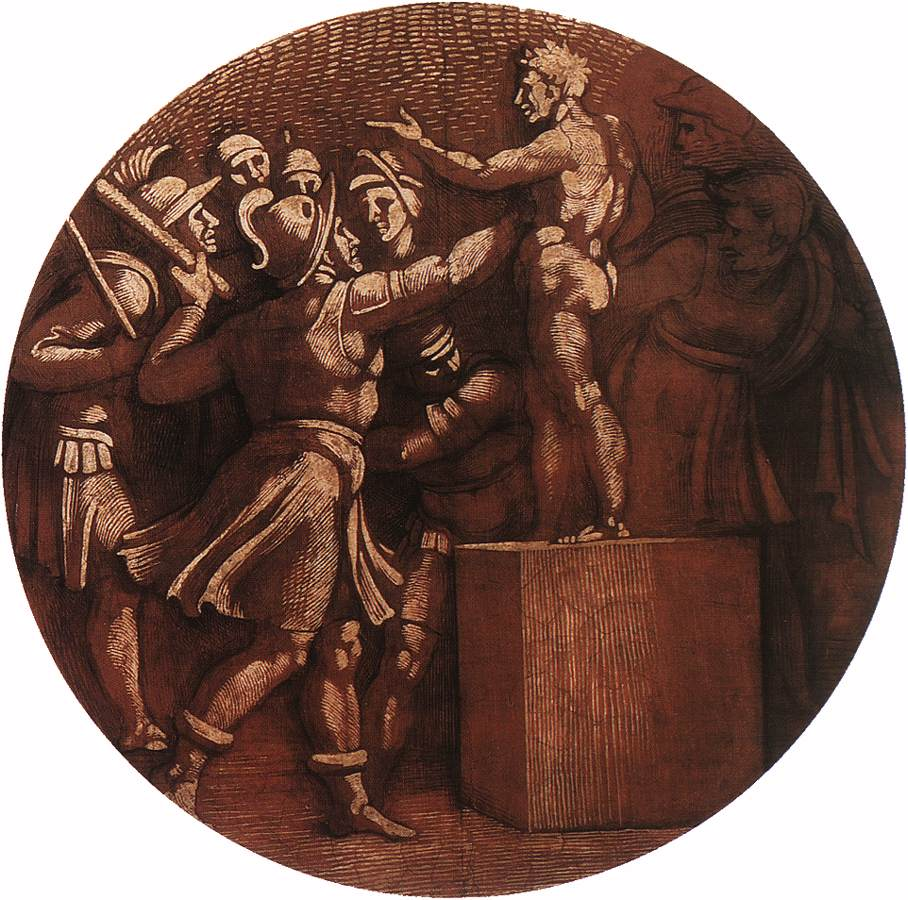
Distruzione del simulacro del dio Baal
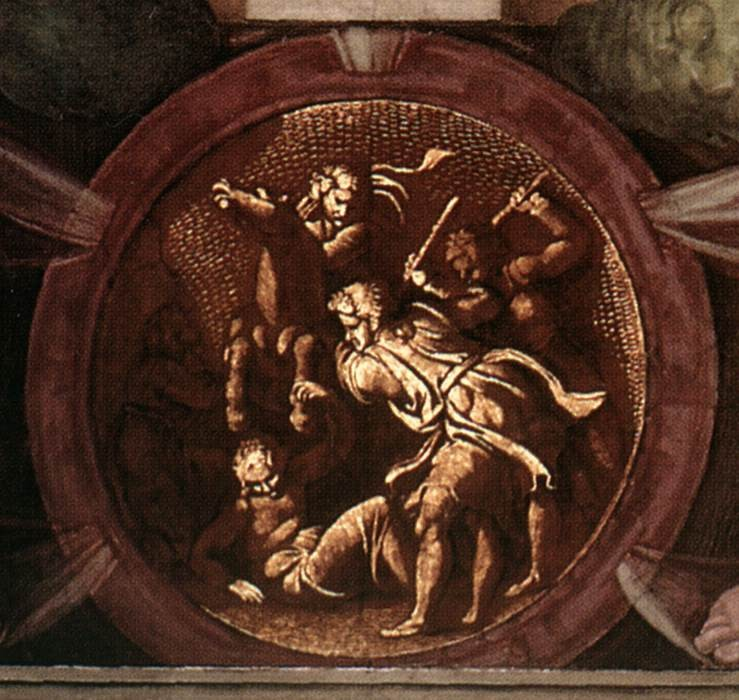
Uccisione di Uria